# Agrostis arundinacea
Agrostis arundinacea é uma espécie de gramínea do gênero Agrostis, pertencente à família Poaceae.